# Twin Falls, Idaho
Twin Falls, Idaho là một thành phố quận lỵ quận Twin Falls Bản mẫu:GR6, tiểu bang Idaho, Hoa Kỳ. Thành phố có diện tích km², dân số thời điểm năm 2000 theo điều tra của Cục điều tra dân số Hoa Kỳ là 34.469 người2, dân số năm 2006 ước tính là 40.380 người .
Twin Falls là thành phố lớn nhất của khu vực thung lũng Magic Idaho. Là thành phố lớn trong một 100-dặm (166 km) bán kính, Twin Falls phục vụ như một trung tâm thương mại cho cả khu vực trung-nam và đông bắc Idaho Nevada.
Twin Falls là thành phố chính của Khu vực thống kê tiểu đô thị Falls Twin, bao gồm Jerome và quận Twin Falls Các cộng đồng khu nghỉ mát của Jackpot, Nevada, ở Elko County là không chính thức coi là một phần của cao hơn. Twin Falls khu vực.

## Thông tin nhân khẩu
Theo điều tra dân số Bản mẫu:GR2 năm 2000, thành phố đã có dân số 34.469 người, 13.274 hộ gia đình, và 8.867 gia đình sống trong thành phố. Mật độ dân số là 2,870.1 người trên một dặm vuông (1,108.1 / km ²). Có 14.162 đơn vị nhà ở với mật độ trung bình là 1.179,2 / sq mi (455.3/km ²). Cơ cấu chủng tộc của thành phố là 91,77% người da trắng, 0,22% người Mỹ gốc Phi, 0,74% người Mỹ bản xứ, 1,09% châu Á, Thái Bình Dương 0,11%, 3,71% từ các chủng tộc khác, và 2,35% từ hai hoặc nhiều chủng tộc. Hispanic hay Latino thuộc một chủng tộc nào được 8,89% dân số.
Có 13.274 hộ, trong đó 32,9% có trẻ em dưới 18 tuổi sống chung với họ, 51,7% là đôi vợ chồng sống với nhau, 11,0% hộ nữ và không có chồng, và 33,2% không gia đình. 26,8% của tất cả các hộ gia đình đã được tạo ra từ các cá nhân và 10,7% có người sống một mình 65 tuổi hoặc lớn tuổi hơn. Cỡ hộ trung bình là 2,51 và cỡ gia đình trung bình là 3,05.
Dân số thành phố đã được trải ra với 26,5% dưới 18 tuổi, 12,1% 18-24, 26,2% 25-44, 20,2% 45-64, và 15,0% từ 65 tuổi trở lên. Độ tuổi trung bình là 34 năm. Đối với mỗi 100 nữ có 92,5 nam giới. Đối với mỗi 100 nữ 18 tuổi trở lên, có 89,5 nam giới.
Thu nhập trung bình cho một hộ gia đình trong thành phố là $ 42.641, và thu nhập trung bình cho một gia đình là $ 48.632. Phái nam có thu nhập trung bình $ 34.742 so với 20.934 $ cho phái nữ. Thu nhập bình quân đầu người của thành phố là 16.439 $. Giới 9,8% của các gia đình và 14.1% dân số sống dưới mức nghèo khổ, bao gồm 17,5% của những người dưới 18 tuổi và 9,3% của những người 65 tuổi hoặc hơn.